# 絶歌
『絶歌 神戸連続児童殺傷事件』（ぜっか こうべれんぞくじどうさっしょうじけん）は、1997年に発生した神戸連続児童殺傷事件の加害者の男性が、「元少年A」の名義で事件にいたる経緯、犯行後の社会復帰にいたる過程を綴った手記。2015年6月28日に太田出版から出版された（発売は6月10日）。初版は10万部。
なお、太田出版は6月17日、今後も増刷する意向を公式サイトで表明しており、7月10日付で第2刷、7月21日付で第3刷が出されている。

## 刊行の経緯
本書の企画は本来、2012年冬に加害男性から幻冬舎社長の見城徹に持ち込まれたものであった。見城は幻冬舎社内に3人の編集チームを置き、2013年初めには加害男性とも対面、幻冬舎内で企画を進めていた。見城への手紙から4か月後には最初の原稿が完成したが、贖罪意識に乏しい内容であったことから見城はそれを没にして、いちから書き直させたという。
見城は幻冬舎から出版するにあたって「本当に贖罪意識を持つこと」「実名で書くこと」「遺族に事前に挨拶をすること」という3点を満たす必要があると考えていたといい、2014年頃からは加害男性に対して太田出版など3社の名前を挙げて、他の出版社から出すことを提案していた。2015年1月に『週刊新潮』が本書の企画を記事で取り上げた際、幻冬舎内部では既に出版しないことを決めていたため取材にもそう答えたが、それを知った加害男性は出版を取り止めると言い出したという。しかし3月初旬の対面の際、加害男性はやはり出版したいので太田出版を紹介してほしいと見城に頼み、見城は太田出版社長の岡聡に加害男性を紹介した。なお、加害男性は執筆に専念するためと見城から400万円以上を借りていたが、これはすべて太田出版が立て替えており、本書の印税から返済されることになっている。
太田出版ではかつて『完全自殺マニュアル』を手掛けた落合美砂が本書の担当となった。落合自身は本文へ直接手出しはしておらず、修正の際は加害男性に伝えて本人が行ったという。『絶歌』のタイトルも本文の見出しも加害男性による。太田出版に引き継がれてから3か月後の2015年6月、本書は発売された。情報が漏れることを防ぐため、出版取次にもタイトル以外は伏せられており、「元・少年A」の手記が発売されることは当日に朝日新聞が報じたのが最初となった。幻冬舎内で担当をしていた編集者によると、最終的に刊行された本書の内容は、幻冬舎のころの原稿から削られた箇所や、削ってもらったものが復活した箇所があるという。
本書の刊行が事前に神戸連続児童殺傷事件の遺族に伝えられることはなかったが、発売から1週間経った6月16日、加害男性側の弁護士から殺害された女児の遺族へ本書と手紙を渡したいという連絡があり、遺族は弁護士と22日に面会したが、いずれも受け取りを拒否した。手紙の内容は、了承を得ず出版したことを謝罪するものだが、B5判に10行ほどのそれは「まるで本の送付書のよう」であったという。殺害された男児の遺族にも加害男性側の弁護士から連絡があったが、こちらも遺族は手紙の受け取りを拒否している。女児の遺族はこれまで加害男性から毎年手紙を受け取っていたといい、2013年に加害男性から送られてきた手紙は「涙が止まらないくらい胸を打つものがあった」が、しかし2014年や2015年のものは「自身を客観的に見てきれいにまとめ、小説を読んでいるようだった」と述べている。
栗原裕一郎は本書についてゴーストライター説も一部にあるとしたうえで、第一部・第二部の文体の違いなどから、その可能性は低いとみている。

## 構成
第一部と第二部の文面は大きく異なっており、第一部の文面は装飾過多だが構成はよく練り込まれている。一方、第二部は平易な文章で事実を綴っているが、内容が未整理な印象を受ける。
口絵 - 3歳の筆者と祖母の写真1枚。p.37で言及あり。
第一部
- 名前を失くした日
- 夜泣き
- 生きるよすが
- 池
- それぞれの儀式
- ちぎれた錨
- 原罪
- 断絶
- GOD LESS NIGHT
- 蒼白き時代
- 父の涙
- ニュータウンの天使
- 精神狩猟者（マインド・ハンター）
- 咆哮
- 審判

第二部
- ふたたび空の下（二〇〇四年三月十日〜四月上旬）
- 更生保護施設（二〇〇四年四月上旬〜四月中旬）
- ジンベイさんとイモジリさん（二〇〇四年四月中旬〜二〇〇四年五月中旬）
- 最終居住先（二〇〇四年五月中旬〜二〇〇五年一月）
- 旅立ち（二〇〇五年一月〜二〇〇五年八月）
- 新天地（二〇〇五年八月中旬〜二〇〇七年十二月）
- 流転（二〇〇八年一月〜二〇〇九年六月頃）
- 居場所（二〇〇九年九月〜二〇一二年十二月）
- ちっぽけな答え（二〇一二年十二月〜）
- 道（二〇一五年 春）

被害者のご家族の皆様へ

## 反応
本書の出版に当たっては遺族の一人が批判したことに起因し、識者や世論において出版の是非や内容を巡って賛否が割れるなど、様々な反響を呼んだ。被害者の父親は、版元である太田出版に対して抗議しており、速やかな回収を求めた。
GLAYのHISASHIは、2015年6月11日にInstagramにこの書籍の表紙の画像を投稿したが、これに対して数多くの批判が寄せられたために投稿した画像を削除した。
啓文堂書店は、被害者遺族の心情に配慮し、この書籍を一切取り扱わないこととした。神戸市に本社を置く喜久屋書店も6月13日までに、全店舗からこの書籍を撤去した。
9月10日の『週刊文春』『週刊新潮』は、加害少年が「存在の耐えられない透明さ」と題したホームページを開設したことを報じた。

### 行政・公共図書館の対応
日本図書館協会は本書について、購入や閲覧・貸出といった取り扱いの制限を行うべき書籍ではないとの判断を示した（詳しくは#日本図書館協会の見解を参照）が、図書館によって異なった判断がされている。
兵庫県
6月17日、兵庫県立図書館は「地元の図書館として、遺族の感情や人権に配慮せざるを得ない」などとして、この書籍の貸出・複写を制限する方針を決めた。6月22日、兵庫県知事の井戸敏三は、定例会見にて兵庫県立図書館が「遺族の感情や人権に配慮する」などの理由から、学術研究を目的とした館内の閲覧のみとし貸し出しを行わない制限を決めたことについて「慎重を期したやむを得ない措置」との見解を示したが、「被害者の遺族が抗議していることは知っているが行政機関が主体的にタッチする話ではなく、良識ある読者が個々に判断すべきこと」とした。
神戸市
神戸市立中央図書館は過去の対応に参照し、「今回も事件があった市の図書館として判断したい」としており、この書籍の購入や閲覧に関する方針を協議していたが、6月23日に神戸市長の久元喜造は神戸市立図書館11館で手記を購入しないことを発表した。
明石市
神戸市の隣市である、明石市市長の泉房穂は、6月19日、手記の出版を「遺族を傷つける許されない行為だ」と指摘し、同市の犯罪被害者等支援条例に基づき、市内の書店や住民に手記の販売・購入について「配慮をお願いする」と述べ、明石市立図書館では手記を購入しない方針を明らかにした。これに対し、憲法学が専門の神戸学院大学教授の上脇博之は、被害者遺族に知らせずに出版した経緯には問題点があるが、「出版後の検閲との誤解を与えないよう、市は要請に強制力がないことを強調すべきだ」と強く非難した。
滋賀県
滋賀県立図書館では、6月18日の購入から制限なしに貸出を行っていたが、6月24日から20歳未満の利用者への貸出を制限している。本書について、滋賀県教育委員長は利用者からのリクエストがあったことを挙げ、「図書館で収集、保存すべき書籍」との判断を示した。
大阪府
大阪府立中央図書館は、資料提供が図書館の役割であると主張し、年齢制限なしに貸し出している。
大阪市
9月8日、大阪市教育委員会は、大阪市立図書館での本書の扱いについて、青少年への影響を考慮し、閉架書庫に置いたうえで、18歳未満の利用者への閲覧・貸出を制限することに決めたと明らかにした。
徳島県
徳島県立図書館では、館内の「資料収集委員会」で検討した結果、「選定基準」等に反する事項がないことから購入した。
徳島市
徳島市立図書館では、徳島市教育委員会社会教育課と協議の上、所蔵しないことに決定した。
愛媛県
愛媛県立図書館では、図書の選定基準に基づき手記を購入しないと明らかにした。

### 日本図書館協会の見解
「絶歌」が公金で購入すべき書籍なのか、購入を逡巡する図書館が多い中で、6月29日、日本図書館協会は「図書館の自由委員会」の西河内靖泰委員長の名義で、「『図書館の自由に関する宣言』は、収集の制限を首肯しない」「本件は[頒布差し止めの司法判断があることなど]の提供制限要件には該当しない」との見解を公表した。また、西河内は「社会的に関心が高く賛否両論のある本。図書館が、あたかもその本が存在しないかのように振る舞ってしまうと、議論自体を覆い隠すことになる」と指摘した。「図書館の自由に関する宣言」は「図書館は、国民の知る自由を保障する機関として、国民のあらゆる資料要求にこたえなければならない」とする基本理念を掲げている。

### 識者の反応
- 碓井真史（社会心理学・スクールカウンセラー・新潟青陵大学大学院教授）

Yahoo!ショッピングで入手し、一気に読んだ。出版は、「正義」に反する。しかし、読後、しばらくは誰とも話したくないと感じたほど心が揺すぶられた。殺人時、遺体損壊時の凄惨な記述はない。動物虐待のシーンは、ぞっとするほどグロテスクだ。少年時代の異常な性行動も赤裸々に語られるが、これは猟奇的な本ではない。
- 長谷川豊（元フジテレビアナウンサー）

私は理解をしたい。この本は世に出してよかったと思える内容になっている。少年が当時の体験や心情をしっかり思い出し、過ちから逃げずに向かい合っている。その体験は極めて特異だが、紡ぎ出される心情、考え方は貴重なサンプルだ。被害者遺族に事前連絡をしなかった点については「仁義を通すべきだった」とは思うものの、それを考慮しても読む価値があり、遺族にもいつの日か読んでもらいたい。
- 武田鉄矢（俳優）

少年が犯す犯罪をひもとく上での貴重な例だ。
- 上祐史浩（元オウム真理教幹部、「ひかりの輪」代表）

自分自身が過去の反省と共に、精神病理的な犯罪の心理や原因の研究はしたいため、読んでみたい。出版社の収益や著者の印税の一部を被害者賠償にあてる仕組み作りの必要性を感じる。